# لوسکی، استان پازارژیک
لوسکی (به بلغاری: Levski) روستایی در بلغارستان است که در استان پازارجیک واقع شده‌است. لوسکی ۱۷٫۷۹۴ کیلومتر مربع مساحت و ۸۳۹ نفر جمعیت دارد و ۴۲۰ متر بالاتر از سطح دریا واقع شده‌است.